# Jürgen Wölfer
Jürgen Wölfer (* 25. Dezember 1944 in Eisleben; † 24. Juli 2015) war ein deutscher Musikautor und -historiker mit Schwerpunkt Jazz.

## Leben
Wölfer studierte Pädagogik, schloss mit Diplom ab und arbeitete lange in der Schallplattenindustrie, wo er zuletzt bei BMG Produktmanager Jazz und Klassik war. Er ist bekannt als Autor mehrerer Jazzlexika, verfasste ein Lexikon der populären Musik (ohne Schlager, Rockmusik, Volkstümliche Musik) und der Filmkomponisten. Außerdem schrieb er eine Biographie von Dizzy Gillespie und verfasste Diskographien von Anita O’Day, Pérez Prado und Johnny Richards (Bio-Diskographie). Er lebte in Gütersloh.

## Schriften (Auswahl)
- Lexikon des Jazz. 2. Aufl. Hannibal Verlag, St. Andrä 1999, ISBN 3-85445-164-4 (EA 1993).
- Jazz in Deutschland. Das Lexikon. Alle Musiker und Plattenfirmen von 1920 bis heute. Hannibal Verlag, St. Höfen 2008, ISBN 978-3-85445-274-4 (mit über 100 Seiten Amiga Diskographie im Anhang)
- mit Jack Hartley: Johnny Richards. The Definite Bio-Discography. Balboa Books, Lake Geneva, WI 1999, ISBN 0-936653-84-1.
- Das Große Lexikon der Unterhaltungsmusik. Die populäre Musik vom 19. Jahrhundert bis zur Gegenwart; vom Wiener Walzer bis zu Swing, Latin Music und Easy Listening. Verlag Schwarzkopf & Schwarzkopf, Berlin 2000, ISBN 3-89602-272-5.
- mit Roland Löper: Das große Lexikon der Filmkomponisten. Die Magier der cineastischen Akustik; von Ennio Morricone bis Hans Zimmer. Verlag Schwarzkopf & Schwarzkopf, Berlin 2003, ISBN 3-89602-296-2.
- Handbuch des Jazz. 2. Aufl. Heyne Verlag, München 1980, ISBN 3-453-01025-6 (EA München 1979).
- Die Rock- und Popmusik. Eine umfassende Darstellung ihrer Geschichte und Funktion. Heyne Verlag, München 1980, ISBN 3-453-01060-4.
- Dizzy Gillespie. Sein Leben, seine Musik, seine Schallplatten (Collection Jazz; Bd. 9). Oreos, Schaftlach 1987, ISBN 3-923657-16-1.
- mit Raymond D. Hair: Thinking of You. The Story of Kay Kyser. Bear Manor Media, Albany, GA 2012, ISBN 978-1-59393-636-5.
- Gerald Wilson. A Discography. Almere, NL 2012, ISBN 978-90-77260-00-5.